# Temple de Yonghe
 (février 2022).
Si vous disposez d'ouvrages ou d'articles de référence ou si vous connaissez des sites web de qualité traitant du thème abordé ici, merci de compléter l'article en donnant les références utiles à sa vérifiabilité et en les liant à la section « Notes et références ».
Le temple de Yonghe, temple des Lamas, « Lamaserie Yonghe » ou Yonghe Gong (chinois : 雍和宫 ; pinyin : yōnghé gōng ; litt. « palais de la paix et de l'harmonie ») est un temple du bouddhiste tibétain de Pékin fondé en 1722, sous la dynastie Qing. Le premier bâtiment a été construit en 1694, d'abord pour abriter les eunuques.
Une des statues représente un bodhisattva debout atteignant une hauteur de douze mètres. Différents bâtiments abritent toutes les formes de Bouddha et Bodhisattva typiquement tibétaines. Ce site accueille également des expositions temporaires sur le bouddhisme tibétain.
Les cérémonies religieuses tibétaines y sont toujours pratiquées par des moines tibétains et han.

## Localisation
Situé au nord-est de la partie centrale de Pékin, c'est le plus grand temple tibétain de Pékin. Différents autres temples tibétains sont situés dans Pékin, dont un, plus petit, datant également de la dynastie Qing est situé dans le parc Beihai, parc qui comporte également une grande stūpa blanche, ainsi que le temple Miaoying et le temple Zhenjue, datant tous deux de la dynastie Yuan.
La station de métro la plus proche, sur la ligne 2 et la ligne 5, porte son nom (Yonghe Gong, en anglais Lama Temple).
Il est situé à proximité du temple de Confucius (北京孔庙, běijīng kǒngmiào), tous deux étant séparés par la partie Nord-Est du quatrième boulevard périphérique (东四北大街, dōngsìběi dàjiē), où se situe l'entrée de cette lamaserie.

## Histoire
Les travaux de construction ont commencé en 1694 sous la dynastie Qing. Il servait à l'origine de résidence officielle pour les eunuques puis pour le prince Yongzheng (Yin Zhen). Il était alors appelé "Palais de la paix harmonieuse". Après l'accession de Yongzheng au trône en 1722, une moitié du bâtiment a été convertie en lamaserie pour des moines bouddhistes tibétains dès 1732.
À la mort de Yongzheng en 1735, son cercueil a été placé dans le temple.
En 1744, l'ensemble de l'édifice est consacré au culte bouddhiste tibétain par décision de l'empereur Qianlong, suivant la tradition de consacrer un ancien palais en bâtiment religieux à la mort d'un souverain. 
Le temple survécut à la révolution culturelle grâce à l'intervention du Premier ministre Zhou Enlai. Il a été rouvert au public en 1981. Une plaque à l'entrée de la première cour rappelle aux visiteurs la protection de Zhou Enlai.
Une salle latérale à l'est de la troisième cour expose des souvenirs des quatorze dalaï-lamas et rappelle la longue durée des rapports entre l'empire chinois et le Tibet.

## Galerie

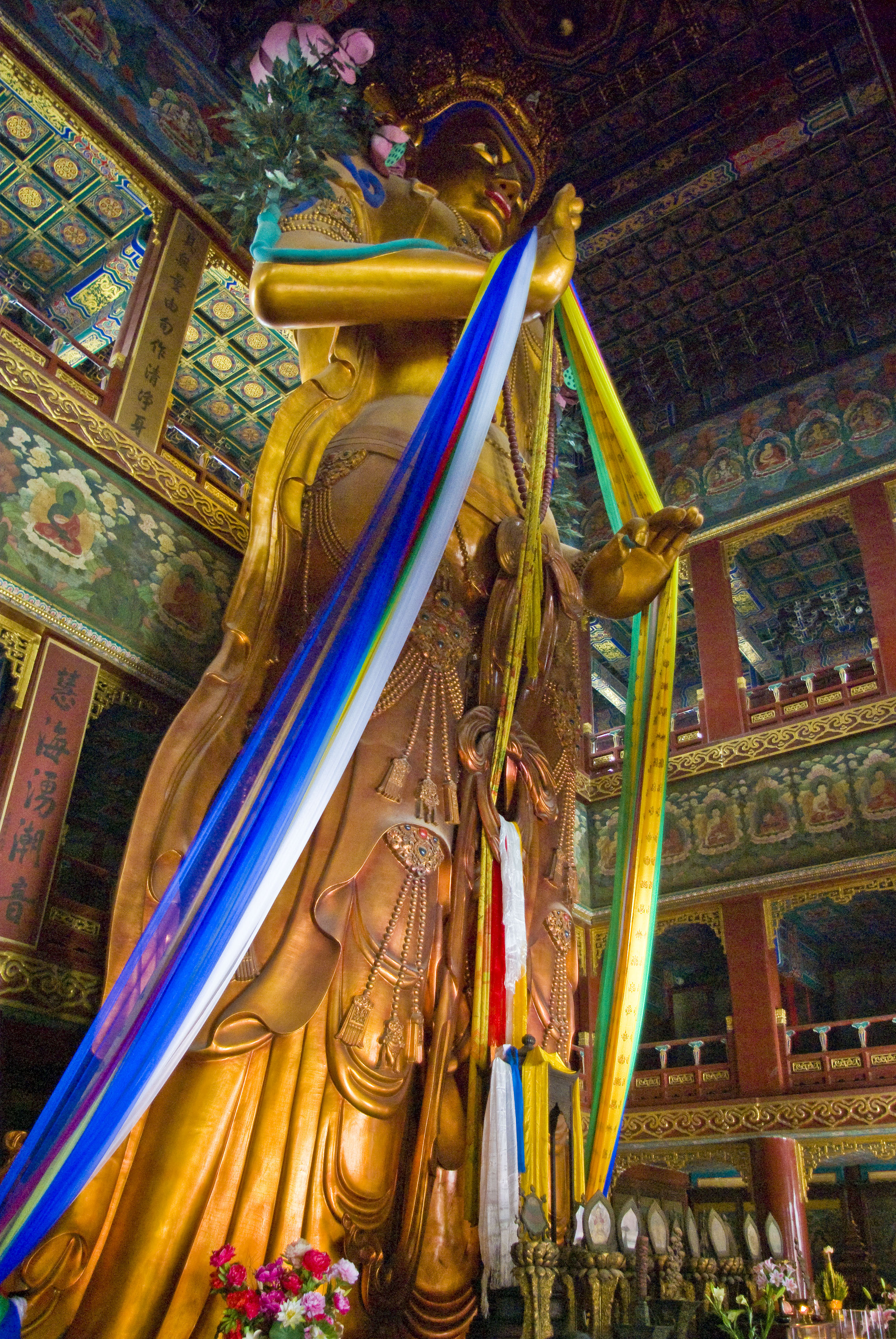
Le Bouddha géant.
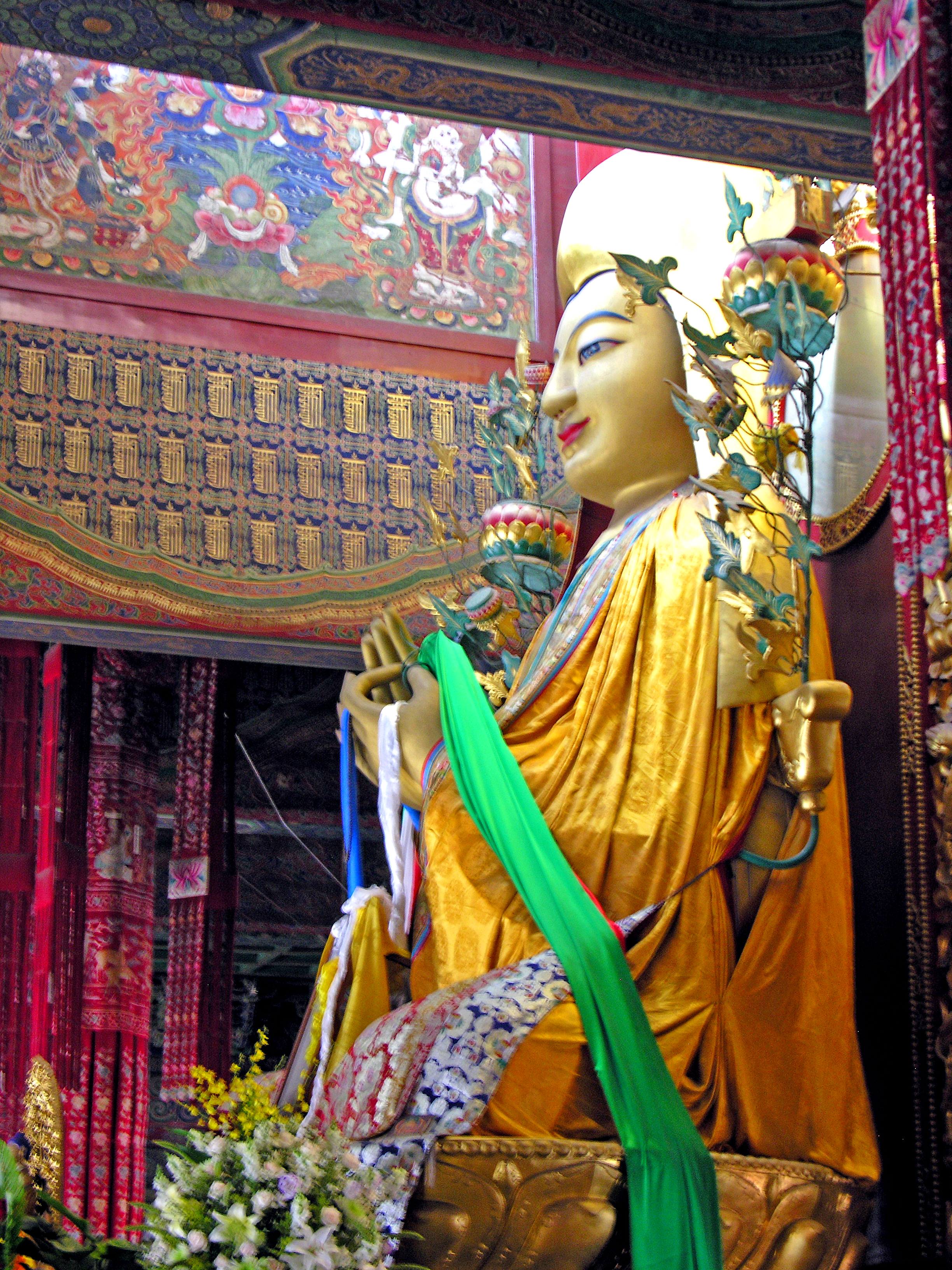
Autel de Tsongkhapa.
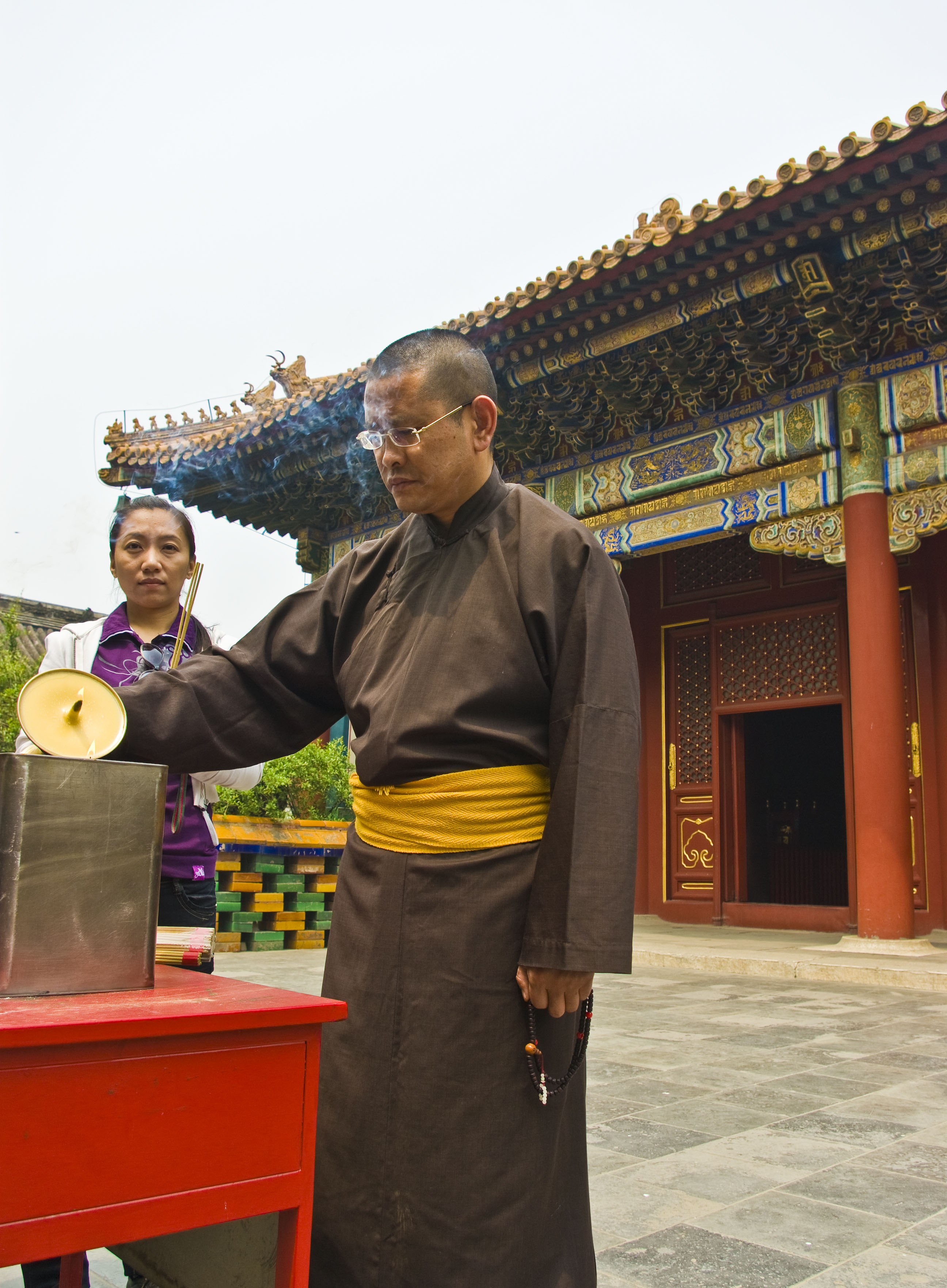
Un moine de l'école des bonnets rouges du bouddhisme tibétain (Nyingmapa) dans le temple.
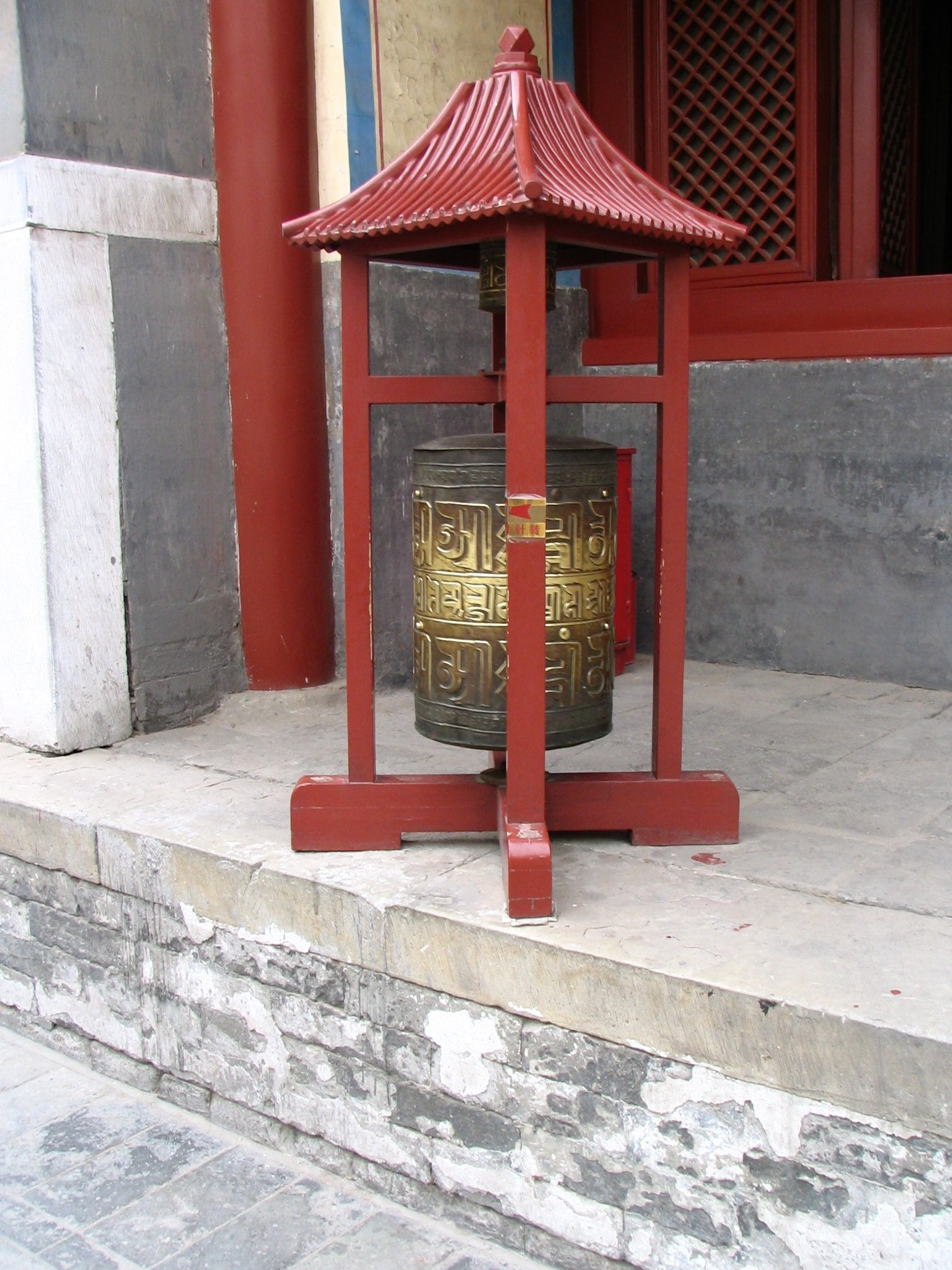
Un moulin à prière tibétain dans le temple (plus d'1 m de haut).
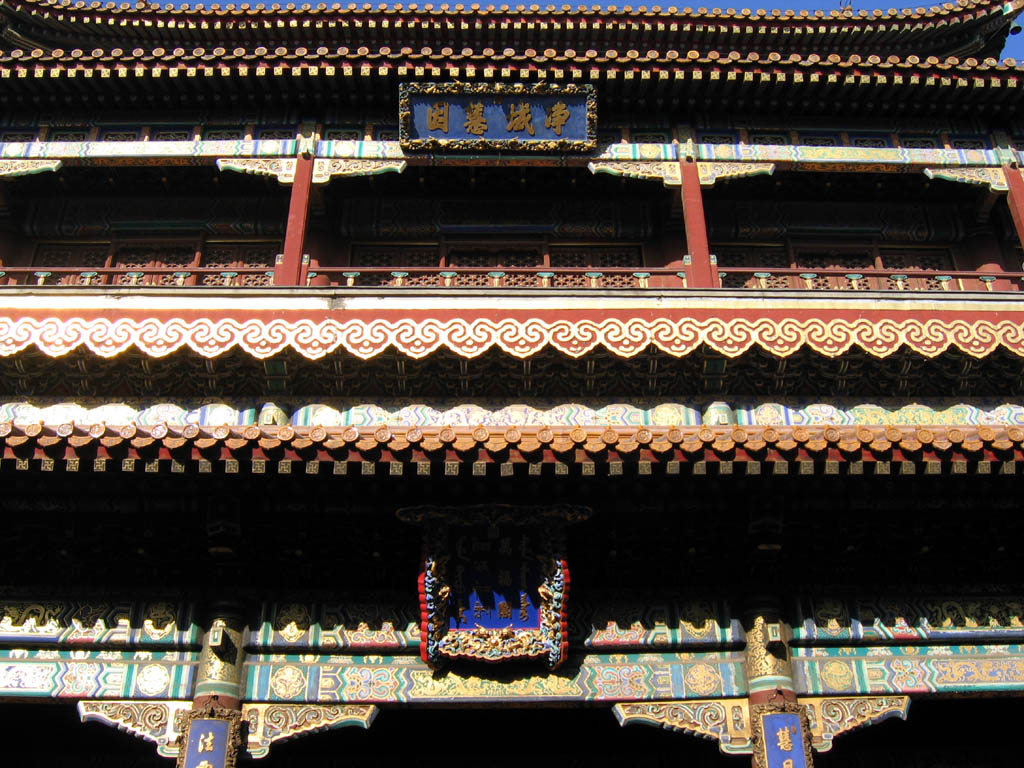
Les poutres d'une architecture typiquement pékinoise.
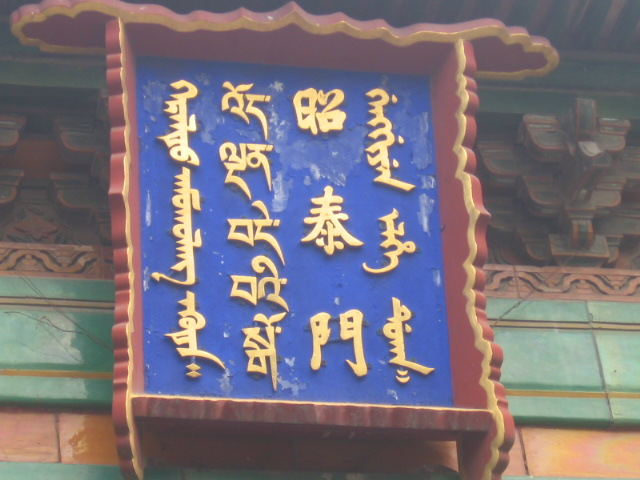
Plaque d'une des portes (昭泰門) du temple dans différentes écritures nationales comme de nombreux monuments Impériaux et religieux de Pékin. Ici de gauche à droite : mongol, tibétain, han et mandchou.
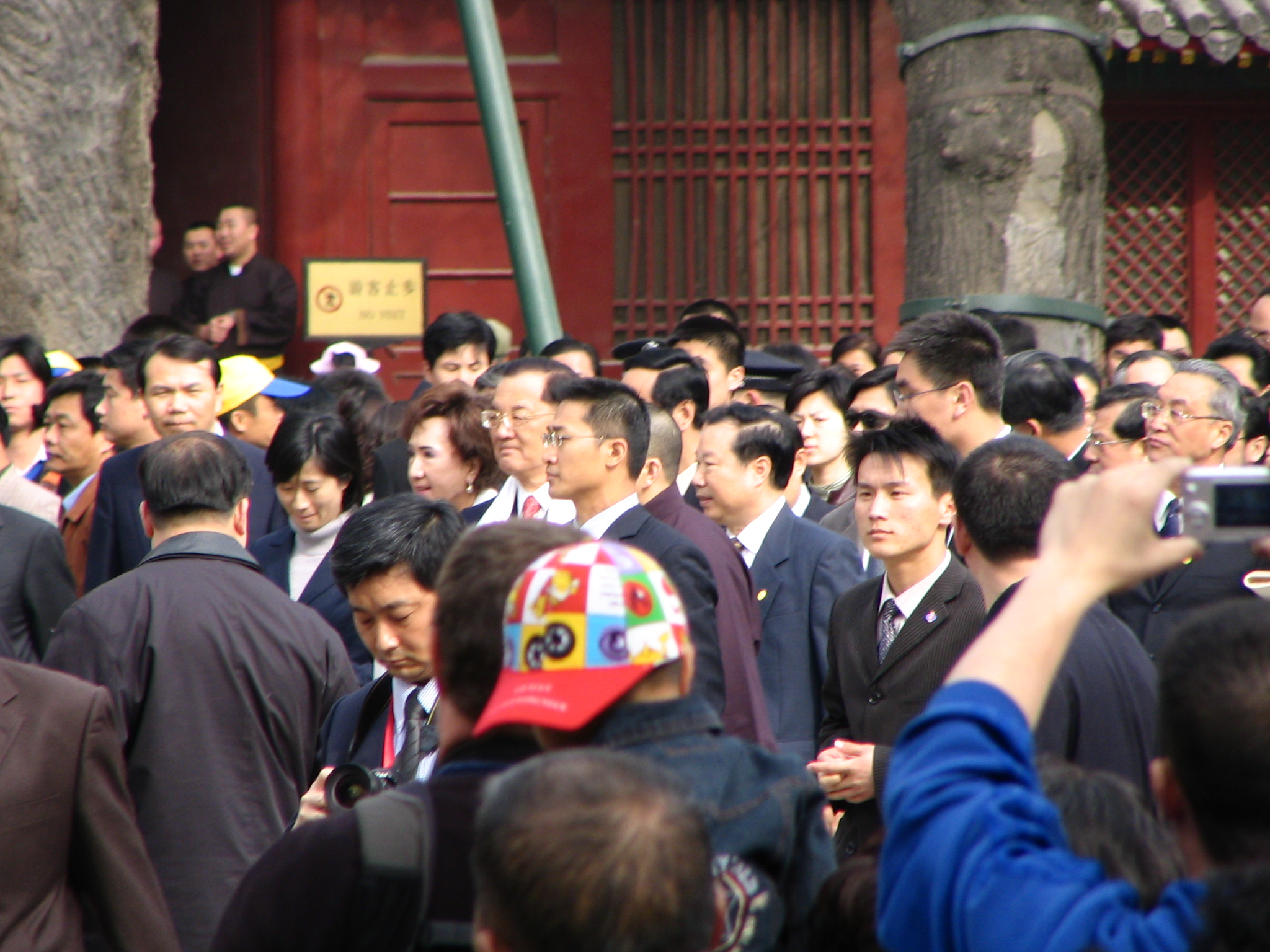
Le président du Guomindang taïwanais en visite au temple le 16 mars 2006.
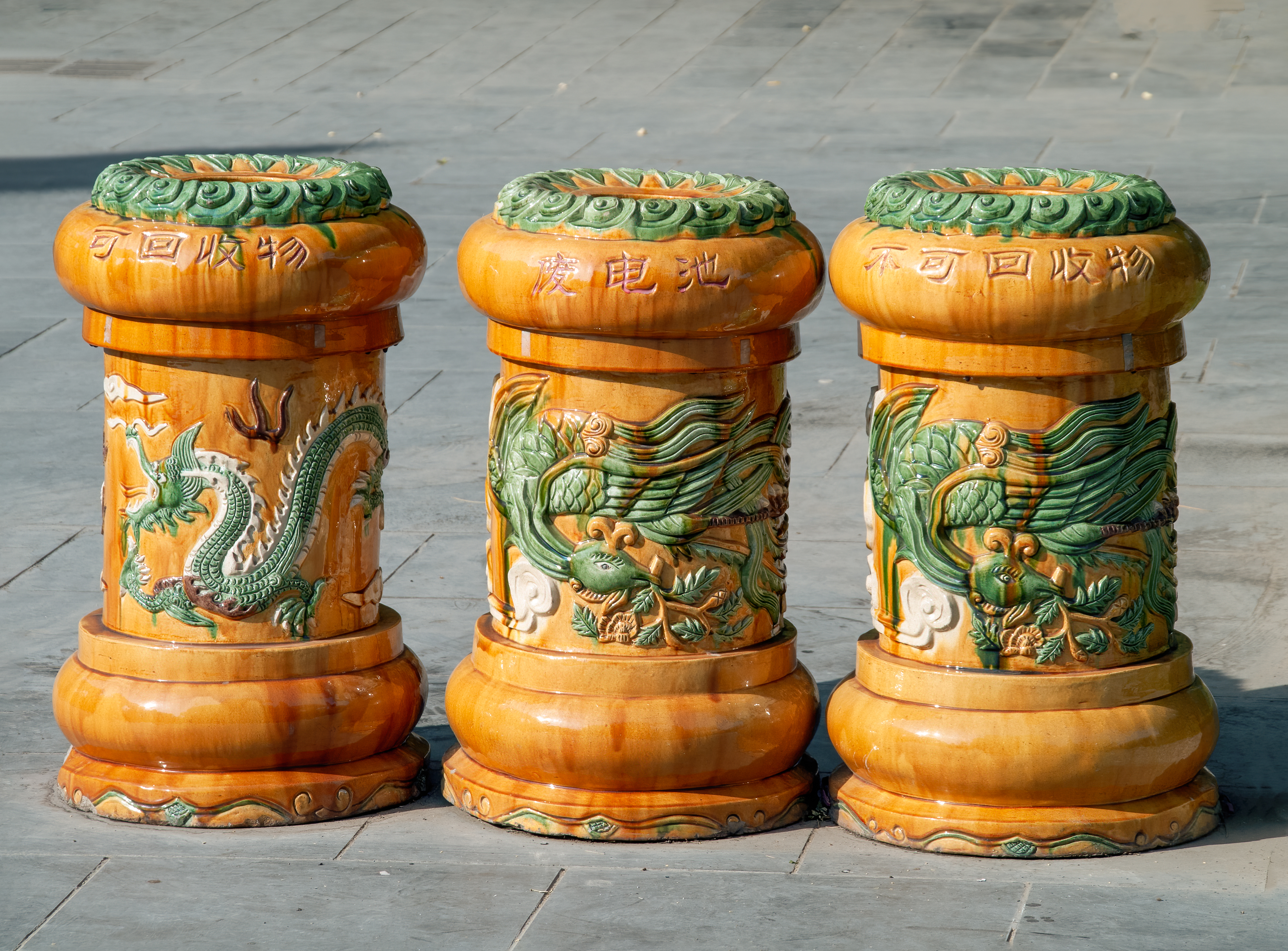
Poubelles du temple aux symboles impériaux du dragon et du phœnix